# Koenigsegg CC
De Koenigsegg CC is een concept car die werd gebouwd door de Zweedse autofabrikant Koenigsegg.

## Geschiedenis
Christian von Koenigsegg richtte 12 augustus 1994 zijn bedrijf op en startte met de bouw van een eerste prototype vanuit zijn garage, met als doel de standaard destijds gezet door de McLaren F1 te overtreffen.  Dit leidde twee jaar later tot de realisatie van het eerste prototype van de Koenigsegg CC. 
De CC werd in 1996 voor het eerst getoond aan het aanwezige publiek toen Rickard Rydell de auto bestuurde tijdens een BPR International Endurance GT Series raceweekend op het circuit van Anderstorp. De CC bleek op dit circuit een seconde sneller dan de Lamborghini Diablo die voor de race de poleposition gereden had. Op 7 mei 1997 vond de officiële première van de Koenigsegg CC plaats tijdens het 50ste Cannes Film Festival.

## Kenmerken
De Koenigsegg CC is een 2-deurs supersportauto volledig uitgevoerd in koolstofvezel, resulterend in een leeggewicht van 898 kg. De CC beschikt over een afneembaar dakpaneel en omhoog kantelende dihedral synchro-helix-deuren.
Het eerste prototype van de CC beschikte over een 4,2 liter V8 benzinemotor van Audi, gekoppeld aan een handgeschakelde 6-traps versnellingsbak. Met een vermogen van 556 pk was de CC in staat om in 3,3 seconden naar 100 km/u te accelereren en een topsnelheid van 354 km/u te bereiken. Het initiële plan van Koenigsegg was dat Audi ook voor toekomstige modellen de motoren zou leveren, echter beëindigde Audi de samenwerking toen Koenigsegg de motoren wilde aanpassen om meer vermogen te genereren. Om deze reden heeft Koenigsegg later een overeenkomst gesloten met Ford.

## Productie
Van de CC zijn drie rijdende prototypes en één statisch studiemodel gebouwd. De CC heeft uiteindelijk geleid tot de productieversie van de CC, de Koenigsegg CC8S. Het eerste prototype van de CC is te zien in het Motala Motor Museum in Motala, Zweden.